# 蘊藏豐富
蘊藏豐富，是日本純種競賽馬匹。生涯主要出戰中距離賽事，曾於2020年勝出春季錦標。

## 出賽前
2017年2月27日出生於北海道浦河町笠松牧場，成長途中被馬主水上行雄購入。
其後交由美浦訓練中心練馬師上原博之訓練。

## 競賽生涯

### 2歲
11月16日出戰阪神競馬場2歲新馬戰，維持於後方位置下在彎道處開始加速，最終成功於直路上跑出優秀的末腳，以1 1/2馬位優勢取得領先。
12月28日直接挑戰希望錦標，然而於中團位置追走下在直路毫無威脅，最終以第十一大敗。

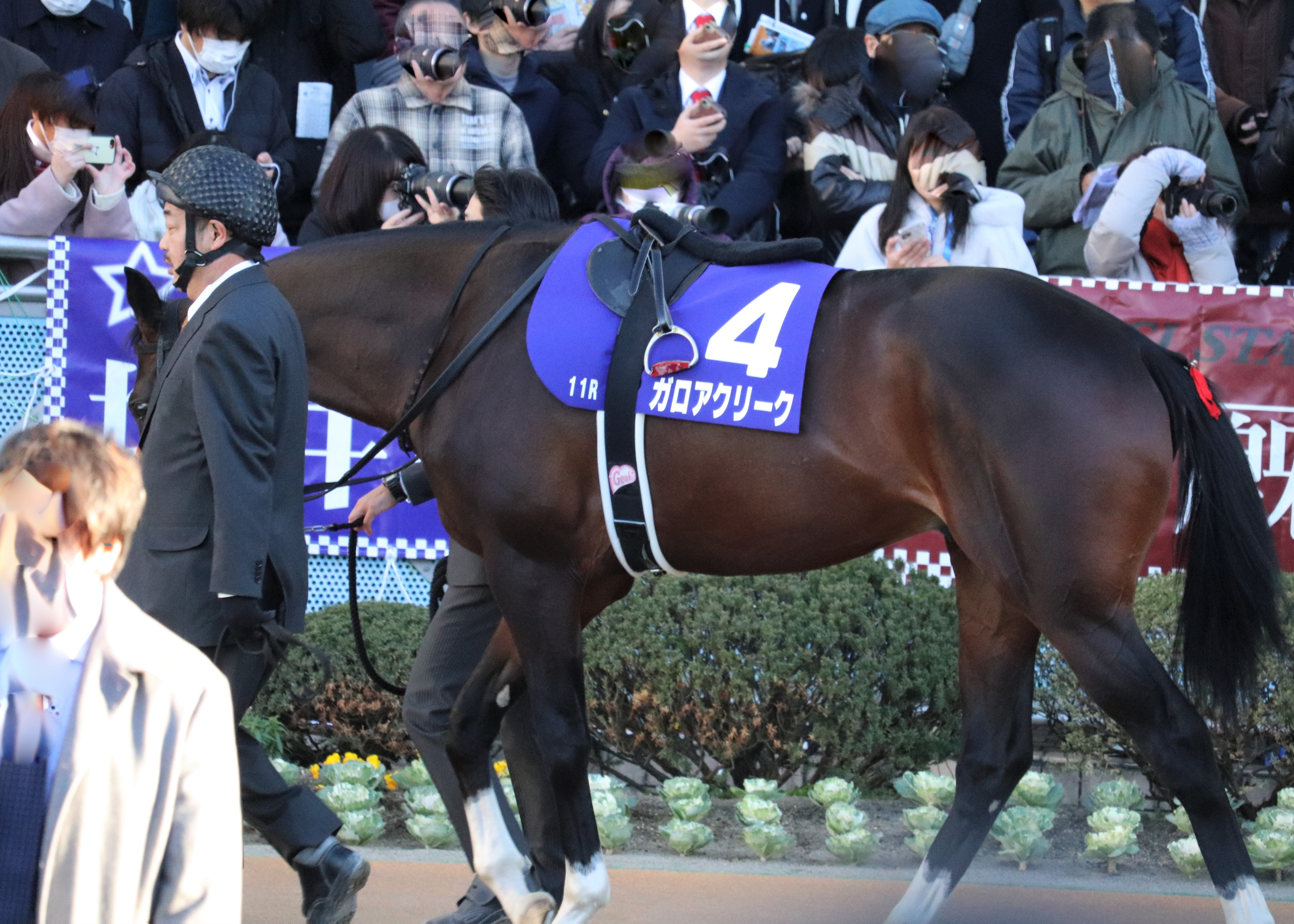
希望錦標沙圈

### 3歲
2020年於3日1日出戰一捷馬戰水仙賞，於後方位置展開賽事下維持穩定的姿態，最後於直路開始進發，但未能挽回局勢下以第四完賽。
其後出戰春季錦標，賽前為第六人氣的半冷門。比賽開始後，其進佔中團位置，但於通過彎道後稍為放慢，於第三、四彎道之間才再度推進。進入直路後，其於外檔位置不斷衝刺，最終轟出全長最佳末腳下戰勝內欄位置的寰宇旅者取得首個分級賽冠軍。
4月15日按照計劃出戰皋月賞，本次比賽其繼續採用居中戰術，保持於約莫第九左右的位置。進入直路後，其於外檔位置逐步加速迫近前方，縱然其奮力衝刺，但仍然無法超越纏鬥的鐵鳥翱天及戰舞者，最終被兩區拋離取得第三。
完成皋月賞後出戰東京優駿（日本打吡），但於直路上未能順利衝刺之下僅能進行一小段的加速，最終以第六落敗。
進入秋季，其以聖烈特紀念作為起動戰，初段保持於第三左右的先頭位置，但於直路上未能進一步加速，最終無法超越前方的巴氏金屬及里見旗幟取得第三。
其後未能再度交出表現，出戰菊花賞因為失速而以第十大敗，年末於表列賽則因為追逐不及取得第三。

### 4歲
2021年原定以都大路錦標作為復出戰，然而於賽事當日入場後被發現右前腳不良於行而退賽。
6月13日出戰葉森盃，失速之下以第十二慘敗，其後更因為腳部不適進入長期休養。

### 5歲
2022年5歲的首戰為中山紀念，保持於中後方位置下雖然在直路交出不俗的衝刺，但最終仍然敗於本初之海、空手道及頌讚導航取得第四。
5月14日出戰都大路錦標，比賽途中以穩定的姿態維持於約莫第三的位置，但於直路上未能維持走勢，稍為力弱下以第六完賽。
其後再度出戰葉森盃，本次比賽仍然處於稍為後方的位置等待時機，並於通過彎道時候抽出外檔望空。進入直路後，其於外檔位置展開長距離的追擊，最終成功超越大部份賽駒，僅以頸位差距敗於北橋取得第二。
賽後，其再度進入長期休養。

### 6歲
2023年於葉森盃復出但以第十大敗，7月出戰七夕賞亦未能脱穎而出取得第十一。
其後未有繼續出戰賽事，但於2024年6月27日才正式退役。

### 詳細賽績
| 日期       | 舉辦國家 | 馬場 | 距離   | 級別 | 賽事名稱   | 負重 | 騎師       | 馬號 | 出馬 | 名次     | 時間     | 頭馬（二馬）    |
| ---------- | -------- | ---- | ------ | ---- | ---------- | ---- | ---------- | ---- | ---- | -------- | -------- | --------------- |
| 17/11/2019 | 日本     | 東京 | 草2000 |      | 2歲新馬    | 54   | 野中悠太郎 | 10   | 15   | 1        | 2:04.5   | （Toyo Star O） |
| 28/12/2019 | 日本     | 中山 | 草2000 | GI   | 希望錦標   | 55   | 丸山元氣   | 4    | 13   | 11       | 2:04.0   | 鐵鳥翱天        |
| 1/3/2020   | 日本     | 中山 | 草2200 |      | 水仙賞     | 56   | 池添謙一   | 6    | 8    | 4        | 2:13.4   | Cross Sell      |
| 22/3/2020  | 日本     | 中山 | 草1800 | GII  | 春季錦標   | 56   | 希威森     | 7    | 10   | 1        | 1:49.8   | （寰宇旅者）    |
| 19/4/2020  | 日本     | 中山 | 草2000 | GI   | 皋月賞     | 57   | 希威森     | 16   | 18   | 3        | 2:01.4   | 鐵鳥翱天        |
| 31/5/2020  | 日本     | 東京 | 草2400 | GI   | 東京優駿   | 57   | 川田將雅   | 11   | 18   | 6        | 2:25.0   | 鐵鳥翱天        |
| 21/9/2020  | 日本     | 中山 | 草2200 | GII  | 聖烈特紀念 | 56   | 川田將雅   | 7    | 12   | 3        | 2:15.4   | 巴氏金屬        |
| 25/10/2020 | 日本     | 京都 | 草3000 | GI   | 菊花賞     | 57   | 川田將雅   | 2    | 18   | 9        | 3:07.5   | 鐵鳥翱天        |
| 20/12/2020 | 日本     | 中山 | 草1800 | L    | 十二月錦標 | 56   | 田邊裕信   | 10   | 15   | 3        | 1:49.7   | 雙星相伴        |
| 15/5/2021  | 日本     | 中京 | 草2000 | L    | 都大路錦標 | 57   | 川田將雅   | 1    | 11   | 閘前退賽 | 閘前退賽 | Mount Gold      |
| 13/6/2021  | 日本     | 東京 | 草1800 | GIII | 葉森盃     | 56   | 野中悠太郎 | 14   | 18   | 12       | 1:46.5   | Zadar           |
| 27/2/2022  | 日本     | 中山 | 草1800 | GII  | 中山紀念   | 56   | 田邊裕信   | 3    | 16   | 4        | 1:47.2   | 本初之海        |
| 14/5/2022  | 日本     | 中京 | 草2000 | L    | 都大路錦標 | 57   | 鮫島克駿   | 6    | 7    | 6        | 2:00.8   | Sifflement      |
| 12/6/2022  | 日本     | 東京 | 草1800 | GIII | 葉森盃     | 56   | 石橋脩     | 8    | 12   | 2        | 1:46.7   | 北橋            |
| 23/6/2023  | 日本     | 東京 | 草1800 | GIII | 葉森盃     | 58   | 石橋脩     | 9    | 17   | 10       | 1:46.2   | 俊彥茶座        |
| 9/7/2023   | 日本     | 福島 | 草2000 | GIII | 七夕賞     | 57   | 永野猛藏   | 8    | 16   | 11       | 2:00.8   | 魔神星雲        |

## 退役後
退役後，蘊藏豐富並未入種，而是於北海道浦河町笠松牧場休養，在2024年以乘騎馬身份工作。

## 血統簡介
父系拳壇奇蹟為澳洲生產的日本賽駒，生涯戰績優秀，曾連霸高松宮紀念。祖父富士奇蹟爲日本賽駒，生涯出戰四場賽事全勝，包含一級賽朝日盃三歲錦標，曾被看好可以達成無敗三冠的偉業，但於彌生賞後因傷退役，因而被稱爲「幻之三冠馬」。
母系Gold Relic為美國賽駒，生涯出戰兩場賽事全敗。外祖父金滿寶爲美國生產的法國賽駒，曾三勝一級賽，亦爲近代著名種馬之一。

### 血統表
| 父線：週日寧靜系（Halo系）                 |                          |                         |                   |
| 種馬 拳壇奇蹟 2003年（棗色）               | 富士奇蹟                 | 週日寧靜 1996年（棕色） | Halo              |
| 種馬 拳壇奇蹟 2003年（棗色）               | 富士奇蹟                 | 週日寧靜 1996年（棕色） | Wishing Well      |
| 種馬 拳壇奇蹟 2003年（棗色）               | 富士奇蹟                 | Millracer               | Le Fabuleux       |
| 種馬 拳壇奇蹟 2003年（棗色）               | 富士奇蹟                 | Millracer               | Marston's Mill    |
| 種馬 拳壇奇蹟 2003年（棗色）               | Keltshaan 1994年（棗色） | Pleasant Colony         | His Majesty       |
| 種馬 拳壇奇蹟 2003年（棗色）               | Keltshaan 1994年（棗色） | Pleasant Colony         | Sun Colony        |
| 種馬 拳壇奇蹟 2003年（棗色）               | Keltshaan 1994年（棗色） | Featherhill             | 利法爾            |
| 種馬 拳壇奇蹟 2003年（棗色）               | Keltshaan 1994年（棗色） | Featherhill             | Lady Berry        |
| 繁殖雌馬 Gold Relic 2001年（棗色）         | 金滿寶 1990年（棗色）    | 淘金者                  | Raise a Native    |
| 繁殖雌馬 Gold Relic 2001年（棗色）         | 金滿寶 1990年（棗色）    | 淘金者                  | Gold Digger       |
| 繁殖雌馬 Gold Relic 2001年（棗色）         | 金滿寶 1990年（棗色）    | Miesque                 | 雷利耶夫          |
| 繁殖雌馬 Gold Relic 2001年（棗色）         | 金滿寶 1990年（棗色）    | Miesque                 | Pasadoble         |
| 繁殖雌馬 Gold Relic 2001年（棗色）         | Gold Bust 2001年（栗色） | 那時還                  | 害羞新郎          |
| 繁殖雌馬 Gold Relic 2001年（棗色）         | Gold Bust 2001年（栗色） | 那時還                  | Height of Fashion |
| 繁殖雌馬 Gold Relic 2001年（棗色）         | Gold Bust 2001年（栗色） | Riviere d'Or            | 利法爾            |
| 繁殖雌馬 Gold Relic 2001年（棗色）         | Gold Bust 2001年（栗色） | Riviere d'Or            | Gold River        |
| 雌系：Infra Red系（號族：22-d）            |                          |                         |                   |
| 五代內近親交配：利法爾 4×4、北地舞人 5×5×5 |                          |                         |                   |

## 命名由來
名字Galore Creek（ガロアクリーク）出自加拿大卑詩省的一座同名礦山（Galore Creek mine），香港取此處金礦資源豐富的特點，翻譯為「蘊藏豐富」。

## 外部連結
- 蘊藏豐富 netkeiba.com （页面存档备份，存于）
- 血統表